# Jameson-amarant
A Jameson-amarant (Lagonosticta rhodopareia) a madarak osztályának verébalakúak (Passeriformes) rendjébe, ezen belül a díszpintyfélék (Estrildidae) családjába tartozó faj.

## Rendszerezése
A fajt Theodor von Heuglin német ornitológus írta le 1868-ban, az Estrelda nembe Estrelda rhodopareia néven.

## Alfajai
- Lagonosticta rhodopareia rhodopareia – (Heuglin, 1868)
- Lagonosticta rhodopareia jamesoni – (Shelley, 1882)
- Lagonosticta rhodopareia ansorgei – (Neumann, 1908)[2]

## Előfordulása
Kelet- és Dél-Afrikában, Angola, Botswana, Csád, a Dél-afrikai Köztársaság, Dél-Szudán, Eritrea, Etiópia, Kenya, a Kongói Demokratikus Köztársaság, Malawi, Mali, Mozambik, Namíbia, Szváziföld, Tanzánia, Uganda, Zambia és Zimbabwe területén honos.
Természetes élőhelyei a szubtrópusi és trópusi száraz szavannák és cserjések. Állandó, nem vonuló faj.

## Megjelenése
Testhossza 10-11 centiméter, testtömege 7,5-13 gramm. A hím a sötétvörös amaranthoz hasonló, de felül barna árnyalat nélkül, több-kevesebb vöröses árnyalattal. Alul világosabb vörös színű, kevesebb és apróbb fehér foltokkal a melloldalakon. A fekete hegyű csőr kékesszürke színű. A tojó a hímhez hasonló, de alul mattabb színű vagy barnás, s az alsó farkfedők nem annyira kifejezetten feketék.
|  |  |

## Életmódja
Fűmagvakkal és rovarokkal táplálkozik.